# بابا (فیلم ۲۰۰۱)
بابا (به انگلیسی: Daddy) فیلمی هندی محصول سال ۲۰۰۱ و به کارگردانی سورش کریشنا است. در این فیلم بازیگرانی همچون چیرانجیوی، سیمران، راجندرا پراساد، آشیما بهلا، سارات بابو، کوتا سرینیواسا راو و آلو آرجون ایفای نقش کرده‌اند.